# Міяґава Сюнсуй
Міяґава Сюнсуй (яп. 宮川 春水; невідомо ― після 1764) — японський художник періоду Едо. Голова школи Міяґава. Відомий також як Кацукава Сюнсуй.

## Життя і творчість
Походив з родини художника Міяґава Тьосюна. Дата народження достеменно невідома. Після повноліття отримав ім'я Тьосіро. З дитинства навчався у батька малювання, а згодом став працювати разом з останнім. Взяв собі творчий псевдонім Сюнсуй. Період творчості припадає на 1741—1764-ті роки. Спочатку мешкав в районі Фукагава в Едо, потім перебрався до Йосіматі. На початку 1750-х років став вчителем Кацукава Сюнсо. Після 1752 року внаслідок конфлікту зі школою Кано опинився у складній фінансовій ситуації, оскільки зазнав гонінь влади. Після смерті батька у 1753 році очолив школу Міягава. Згодом зумів лише частково відновити її шановний статус.
Загалом продовжив працювати у стилі, розробленому Міяґава Тьосюном. Роботи створював у жанрі бідзінга (зображення красунь). Його роботи практично нічим не відрізнялися від батькових. Разом з тим гравюри якісно зроблені. Найвідомішими є «Красуня, що миє волосся», «Красуня, що на грає на самісені».
У Сюнсуя є великий доробок з ілюстрацій до друкованих книг, до 8 варіантів календаря. Найвідомішими є ілюстрації до «Ехон Мусі гон Акіра» («Ілюстрованої книги Мусі-гон Акіра», 1760 рік)